# Roberto Junior Fernández
Roberto Junior Fernández (Asunción, 29 de marzo de 1988), también conocido como Gatito Fernández, es un futbolista paraguayo que juega de guardameta en Cerro Porteño de la Primera División de Paraguay. Es internacional con la selección de fútbol de Paraguay desde 2011.

## Apodo
Ha adoptado el apodo de Gatito debido a que es hijo del exarquero, —figura de Cerro Porteño y de la selección de fútbol de Paraguay en los años 80—, Roberto Fernández, apodado Gato.

## Trayectoria

### Estudiantes de La Plata
En julio de 2009, tras consagrarse campeón del Torneo Apertura en su país con Cerro Porteño, Fernández fue transferido a Estudiantes de La Plata de Argentina donde consiguió el subcampeonato de la Copa Mundial de Clubes de la FIFA compartiendo el arco con Damián Albil y César Taborda.

### Racing Club
Para la temporada 2010-2011, es enviado a préstamo al Racing Club, en donde usó el número 1 y compartió camerino con su compatriota Marcos Cáceres, además de los internacionales colombianos, Teófilo Gutiérrez y Giovanni Moreno, entre otros.

### FC Utrecht
Luego de la Copa América 2011, donde Fernández fue el tercer arquero del equipo paraguayo que quedó finalista, fue cedido al FC Utrecht a préstamo con opción de compra.

### Vitoria FC
En julio del 2014, firma por Vitoria Futebol Clube para jugar lo que quedaba del Campeonato Brasileño 2014 y la Copa Sudamericana 2014 donde llegó hasta octavos de final. Compartió el equipo con su compatriota Luis Cáceres, a fin de año descendió con el club al terminar puesto 17. Al siguiente año vuelve a la Primera División al quedar en 3.er puesto.

### Figueirense
En el 2016, desciende con el Figueirense Futebol Clube al Campeonato Brasileño de Serie B. A pesar de aquello se convierte en una de las principales figuras del club.

### Botafogo
A inicios del 2017, ficha por Botafogo para jugar el Campeonato Brasileño de futbol 2017 y la Copa Libertadores 2017 donde llegó hasta los cuartos de final, siendo el Gatito una de las figuras, fue eliminado por Gremio. En la Copa de Brasil de 2017, día 26 de abril en juego contra el Sport, Gatito atajó un penal del jugador Diego Souza, siendo el héroe del equipo. En 2 de julio de 2017, Gatito atajó el penal de Jô en el juego de Corinthians y Botafogo, por el campeonato brasileño que terminó 1-0 para el Corinthians. En la Copa de Brasil de 2017, Gatito conquistó el premio de mejor portero de la competición. A finales del mismo año, el portero paraguayo recibió el premio de mejor jugador extranjero del Campeonato Brasileño.
En 8 de abril de 2018, con un gol marcado a los 49 minutos del segundo tiempo por el argentino Joel Carli, el Botafogo acabó derrotando al Vasco da Gama en el segundo partido de la final del Campeonato Carioca por 1-0, en un Maracanã lleno de gente, llevando la decisión para los penales, ya que el primer partido había sido 3-2 para el Vasco. Gatito Fernández se destacó atajando los penales de Werley y Enrique, convirtiéndose en uno de los héroes del partido y consagrando el Botafogo como campeón carioca de 2018.
En 23 de abril de 2018, en un partido del Campeonato Brasileño contra el Sport en Recife, Gatito sufrió un trauma directo en el puño derecho después de hacer una defensa. Después de seis meses lesionado, Gatito volvió al equipo titular del Botafogo y en el juego de su vuelta contra el Corinthians, hizo un milagro en los últimos minutos, garantizando la victoria para el Botafogo, ya que el partido terminó con el resultado de 1-0 para el Botafogo.
En 2022, Gatito sufrió otra lesión en Botafogo. Esta vez, ante el Atlético-MG por el Campeonato Brasileño. En el minuto 19 del primer tiempo, el paraguayo compitió con Vargas, cayó y fue driblado por Zaracho. Gatito tuvo una dislocación en el hombro izquierdo y fue operado allí.
El guardameta volvió a la portería de Botafogo después de nueve meses, ante Patronato, en la Copa Sudamericana, en el Estadio Nilton Santos.

#### Renovación con Botafogo
En febrero de 2023, Botafogo anunció la renovación con Gatito Fernández hasta diciembre de 2024.
Al final de la temporada su contrato no fue renovado, por lo que durante su estancia en el club carioca disputó 218 partidos, convirtiéndose en el sexto portero con más partidos en la historia del Botafogo.

### Cerro Porteño
El 25 de diciembre de 2024, a través de las redes sociales, Cerro Porteño anunció el regreso de Fernández al club.

## Selección nacional

### Participaciones en Eliminatorias al Mundial
| Eliminatorias                 | Resultado | Partidos | Goles |
| ----------------------------- | --------- | -------- | ----- |
| Eliminatorias Mundial de 2014 | 10° lugar | 1        | 0     |
| Eliminatorias Mundial de 2018 | 7° lugar  | 0        | 0     |

### Participaciones en Copa América
| Copa              | Sede      | Resultado        | Partidos | Goles |
| ----------------- | --------- | ---------------- | -------- | ----- |
| Copa América 2011 | Argentina | Subcampeón       | 0        | 0     |
| Copa América 2019 | Brasil    | Cuartos de final | 4        | 0     |

## Estadísticas

### Clubes
| Club                   | Div.                | Temporada           | Liga  | Liga  | Copas nacionales | Copas nacionales | Copas internacionales | Copas internacionales | Otros | Otros | Total | Total |
| Club                   | Div.                | Temporada           | Part. | Goles | Part.            | Goles            | Part.                 | Goles                 | Part. | Goles | Part. | Goles |
| ---------------------- | ------------------- | ------------------- | ----- | ----- | ---------------- | ---------------- | --------------------- | --------------------- | ----- | ----- | ----- | ----- |
| Cerro Porteño Paraguay | 1.ª                 | 2007                | 12    | 0     | 0                | 0                | 0                     | 0                     | 0     | 0     | 12    | 0     |
| Cerro Porteño Paraguay | 1.ª                 | 2008                | 35    | 0     | 0                | 0                | 0                     | 0                     | 0     | 0     | 35    | 0     |
| Cerro Porteño Paraguay | 1.ª                 | 2009                | 22    | 0     | 0                | 0                | 0                     | 0                     | 0     | 0     | 22    | 0     |
| Estudiantes Argentina  | 1.ª                 | 2009–10             | 0     | 0     | 0                | 0                | 0                     | 0                     | 0     | 0     | 0     | 0     |
| Racing Argentina       | 1.ª                 | 2010–11             | 15    | 0     | 0                | 0                | 0                     | 0                     | 0     | 0     | 15    | 0     |
| Utrecht · Países Bajos | 1.ª                 | 2011–12             | 13    | 0     | 0                | 0                | 0                     | 0                     | 0     | 0     | 13    | 0     |
| Cerro Porteño Paraguay | 1.ª                 | 2012                | 5     | 0     | 0                | 0                | 2                     | 0                     | 0     | 0     | 7     | 0     |
| Cerro Porteño Paraguay | 1.ª                 | 2013                | 37    | 0     | 0                | 0                | 2                     | 0                     | 0     | 0     | 39    | 0     |
| Cerro Porteño Paraguay | 1.ª                 | 2014                | 11    | 0     | 0                | 0                | 8                     | 0                     | 0     | 0     | 19    | 0     |
| Cerro Porteño Paraguay | Total Cerro Porteño | Total Cerro Porteño | 122   | 0     | 0                | 0                | 12                    | 0                     | 0     | 0     | 134   | 0     |
| Vitória · Brasil       | 1.ª                 | 2014                | 15    | 0     | 0                | 0                | 4                     | 0                     | 0     | 0     | 19    | 0     |
| Vitória · Brasil       | 2.ª                 | 2015                | 24    | 0     | 0                | 0                | 0                     | 0                     | 0     | 0     | 24    | 0     |
| Vitória · Brasil       | Total club          | Total club          | 39    | 0     | 0                | 0                | 4                     | 0                     | 0     | 0     | 43    | 0     |
| Figueirense · Brasil   | 1.ª                 | 2016                | 28    | 0     | 1                | 0                | 2                     | 0                     | 18    | 0     | 49    | 0     |
| Botafogo · Brasil      | 1.ª                 | 2017                | 31    | 0     | 5                | 0                | 13                    | 0                     | 9     | 0     | 58    | 0     |
| Botafogo · Brasil      | 1.ª                 | 2018                | 8     | 0     | 0                | 0                | 1                     | 0                     | 9     | 0     | 18    | 0     |
| Botafogo · Brasil      | 1.ª                 | 2019                | 8     | 0     | 4                | 0                | 4                     | 0                     | 8     | 0     | 24    | 0     |
| Botafogo · Brasil      | Total club          | Total club          | 47    | 0     | 9                | 0                | 18                    | 0                     | 26    | 0     | 100   | 0     |
| Total carrera          | Total carrera       | Total carrera       | 264   | 0     | 10               | 0                | 36                    | 0                     | 44    | 0     | 354   | 0     |

### Selección nacional
| Sub-20            | 2007              | 4  | 0     |       |    |   |
| Total             | Total             | 4  | 0     |       |    |   |
| Absoluta          | 2011              | 0  | 0     |       |    |   |
| Absoluta          | 2013              | 1  | 0     |       |    |   |
| Absoluta          | 2014              | 3  | 0     |       |    |   |
| Absoluta          | 2017              | 1  | 0     |       |    |   |
| Absoluta          | 2018              | 1  | 0     |       |    |   |
| Absoluta          | 2019              | 6  | 0     |       |    |   |
| Absoluta          | 2024              | 6  | Total | Total | 18 | 0 |
| Consolidado Total | Consolidado Total | 16 | 0     |       |    |   |

## Palmarés

### Títulos regionales
| Título             | Club           | Estado         | Año  |
| ------------------ | -------------- | -------------- | ---- |
| Campeonato Carioca | Botafogo F. R. | Río de Janeiro | 2018 |
| Taça Río           | Botafogo F. R. | Río de Janeiro | 2023 |
| Taça Río           | Botafogo F. R. | Río de Janeiro | 2024 |

### Títulos nacionales
| Título           | Club           | País     | Año    |
| ---------------- | -------------- | -------- | ------ |
| Primera División | Cerro Porteño  | Paraguay | 2009-A |
| Primera División | Cerro Porteño  | Paraguay | 2013-C |
| Serie B          | Botafogo F. R. | Brasil   | 2021   |
| Serie A          | Botafogo F. R. | Brasil   | 2024   |

### Títulos internacionales
| Título                       | Club           | Sede         | Año  |
| ---------------------------- | -------------- | ------------ | ---- |
| Copa Libertadores de América | Botafogo F. R. | Buenos Aires | 2024 |

### Otros logros
- Subcampeón de la Copa Mundial de Clubes de la FIFA 2009 con Estudiantes de La Plata.

### Distinciones individuales
| Distinción                                                     | Año  |
| -------------------------------------------------------------- | ---- |
| Jugador del partido contra Catar en la Copa América 2019       | 2019 |
| Jugador del partido contra Argentina en la Copa América 2019   | 2019 |
| Jugador del partido contra Colombia en la Copa América 2019    | 2019 |
| Jugador del partido contra Brasil en la Copa América 2019      | 2019 |
| Futbolista extranjero con más partidos en el Botafogo (218 PJ) | 2024 |